# Button

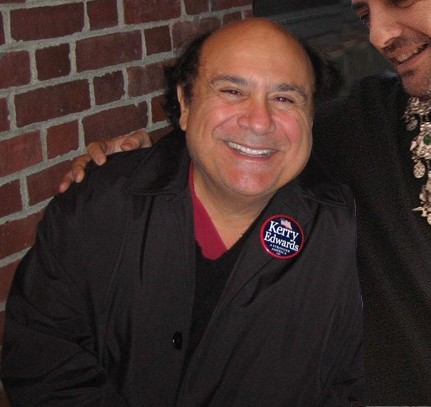
O ator Danny DeVito usando um button em seu paletó em apoio a John Kerry.

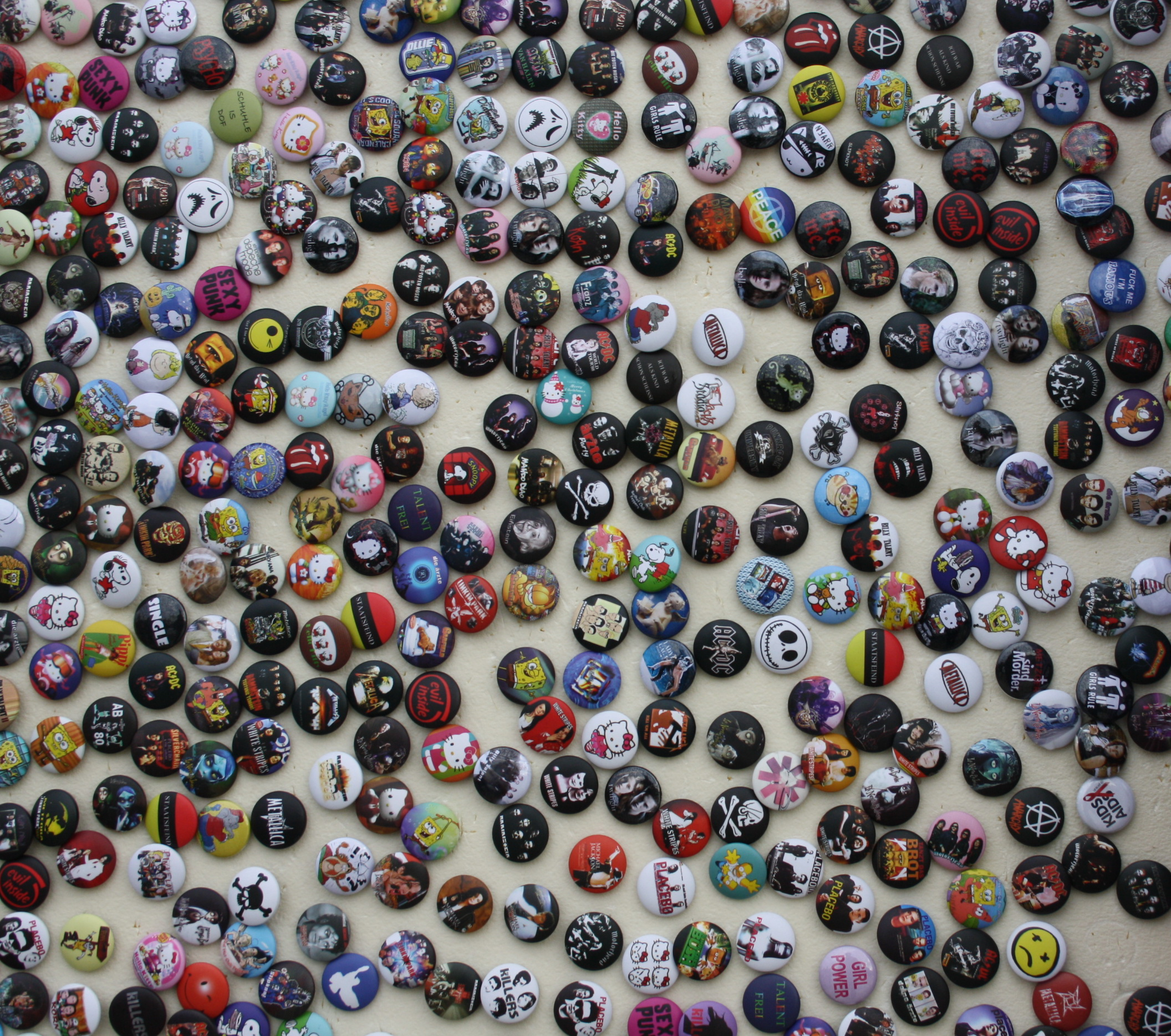
Diversos buttons

Button ou bóton (frequentemente com a grafia errônea "botton") é um objeto na maioria das vezes redondo, ou com outro formato, que contém conteúdo promocional, publicitário ou simplesmente decorativo. É pregado na roupa ou outra superfície com um alfinete e é usado por modismo ou para indicar a adesão a algum movimento, causa, ideia ou a um candidato ou partido político. Os buttons são popularmente usados em campanhas políticas desde o surgimento da democracia nos Estados Unidos, datando desde o presidente George Washington, e são muito populares naquele país. No Brasil e em Portugal são mais usados para publicidade e para eventos relacionados com bandas ou moda. Também são colocados em mochilas ou estojos. 